# أكسفورد سيتي
نادي أكسفورد سيتي لكرة القدم (بالإنجليزية: Oxford City Football Club) هو نادي كرة قدم بريطاني أٌسس عام 1882. يلعب النادي في دوري الشمال الوطني.